# Flughafen Deadhorse

i7
i11
i13
Der Flughafen Deadhorse (englisch Deadhorse Airport, IATA-Code: SCC, ICAO-Code: PASC) ist ein öffentlicher Flughafen im Norden Alaskas. Er kann von Fairbanks über den Elliott und den Dalton Highway erreicht werden. Weil er nahe Prudhoe Bay liegt, wird der Flughafen manchmal auch Flughafen Prudhoe Bay genannt.
Der Flughafen Deadhorse umfasst ein Gebiet von 2633 Hektar und hat eine asphaltierte, 1981 Meter lange und 46 Meter breite Start- und Landebahn.
Zwischen September 2007 und August 2008 verzeichnete der Flughafen 19.710 Flugbewegungen, mit einem Durchschnitt von 54 pro Tag (48,8 % gewerblich, 36,8 % Allgemeine Luftfahrt, 13,9 % Lufttaxi und 0,5 % militärisch).

## Zwischenfälle
- Am 27. März 1975 setzte eine Curtiss C-46A-45-CU Commando des US-amerikanischen Fairbanks Air Service (Luftfahrzeugkennzeichen N4860V) kurz vor der Landebahn am Flughafen Deadhorse auf. Das rechte Hauptfahrwerk brach ab und es wurde ein Durchstarten eingeleitet. Das Triebwerk Nr. 2 reagierte nicht; der Propeller wurde in die Segelstellung gebracht und die Besatzung entschied sich für eine Bauchlandung. Das Flugzeug rutschte noch 460 Meter weit, bevor es auf der Landebahn zum Stillstand kam. Die Maschine wurde irreparabel beschädigt. Beide Piloten, die einzigen Insassen auf dem Frachtflug, überlebten den Unfall.[2]